# Коль (река, впадает в Охотское море)
Коль (Правая Коль) — река на полуострове Камчатка в России. Длина реки — 122 км. Площадь водосборного бассейна 1580 км².
Протекает по территории Соболевского района Камчатского края. Впадает в Охотское море. Река западного побережья Камчатки, берёт начало в отрогах Срединного хребта. Берега реки покрыты зарослями кустарников, в нижнем течении есть широкие косы.
На первых русских картах река обозначена как Кол. Гидроним вероятно произошёл от ительменского коола — «грязь».
В 2006 году на реке Коль создан государственный экспериментальный биологический (лососевый) заказник регионального значения «Река Коль», предназначен для сохранения биоразнообразия лососёвых рыб, восстановления численности их популяций.

## Притоки
Объекты перечислены по порядку от устья к истоку.
- 3 км: река без названия
- 9 км: Нилкина
- 18 км: Красная
- 26 км: река без названия
- 37 км: река без названия
- 41 км: река без названия
- 41 км: Киумшечек, Левый Киумшечек
- 46 км: Коклянка
- 59 км: река без названия
- 75 км: Левая Коль
- 92 км: река без названия
- 93 км: река без названия
- 100 км: река без названия
- 109 км: река без названия

## Данные водного реестра
По данным государственного водного реестра России относится к Анадыро-Колымскому бассейновому округу.
Код водного объекта в государственном водном реестре — 19080000212120000027652.